# Mellom oss
Mellom oss är ett musikalbum med Halvdan Sivertsen utgivet hösten 2008 av skivbolaget Nordaførr A/S. Sivertsen tilldelades Spellemannprisen 2008 för albumet i klassen "Viser".

## Låtlista
1. "Ola Diger" (Thorbjørn Egner/Halvdan Sivertsen) – 3:14
2. "Bli med mæ dit" – 3:36
3. "Tynn tråd, tynn tru" – 3:22
4. "Seinsommergudinne" – 3:51
5. "Hei og hå" – 3:12
6. "Ny gitar" – 3:32
7. "Storeulv e løs" – 3:23
8. "I din første sommer" – 3:11
9. "Kjæresta" – 3:53
10. "Venta på toget" – 3:29
11. "Bønn til vinterdagen" – 4:47

- Alla låtar skrivna av Halvdan Sivertsen där inget annat anges.

## Medverkande
Musiker
- Halvdan Sivertsen – sång, gitarr
- Håvar Bendiksen – gitarr, mandolin, banjo, lap steel gitarr, dragspel
- Trond-Viggo Solås – basgitarr, körsång
- Rune Mathisen – trummor
- Are Simonsen – keyboard, programmering, körsång
- Knut Thorbjørnsen – fagott
- Frode Fjellheim – jojk

Produktion
- Halvdan Sivertsen – musikproducent
- Trond-Viggo Solås – musikproducent